# Парк «Алея слави»
Парк «Алея слави» — парк-пам'ятка садово-паркового мистецтва місцевого значення. Об'єкт розташований на території Вознесенівського району міста Запоріжжя.
Площа — 5,1 га, статус отриманий 1984 року.